# AN/PEQ-6戰術燈及雷射模組

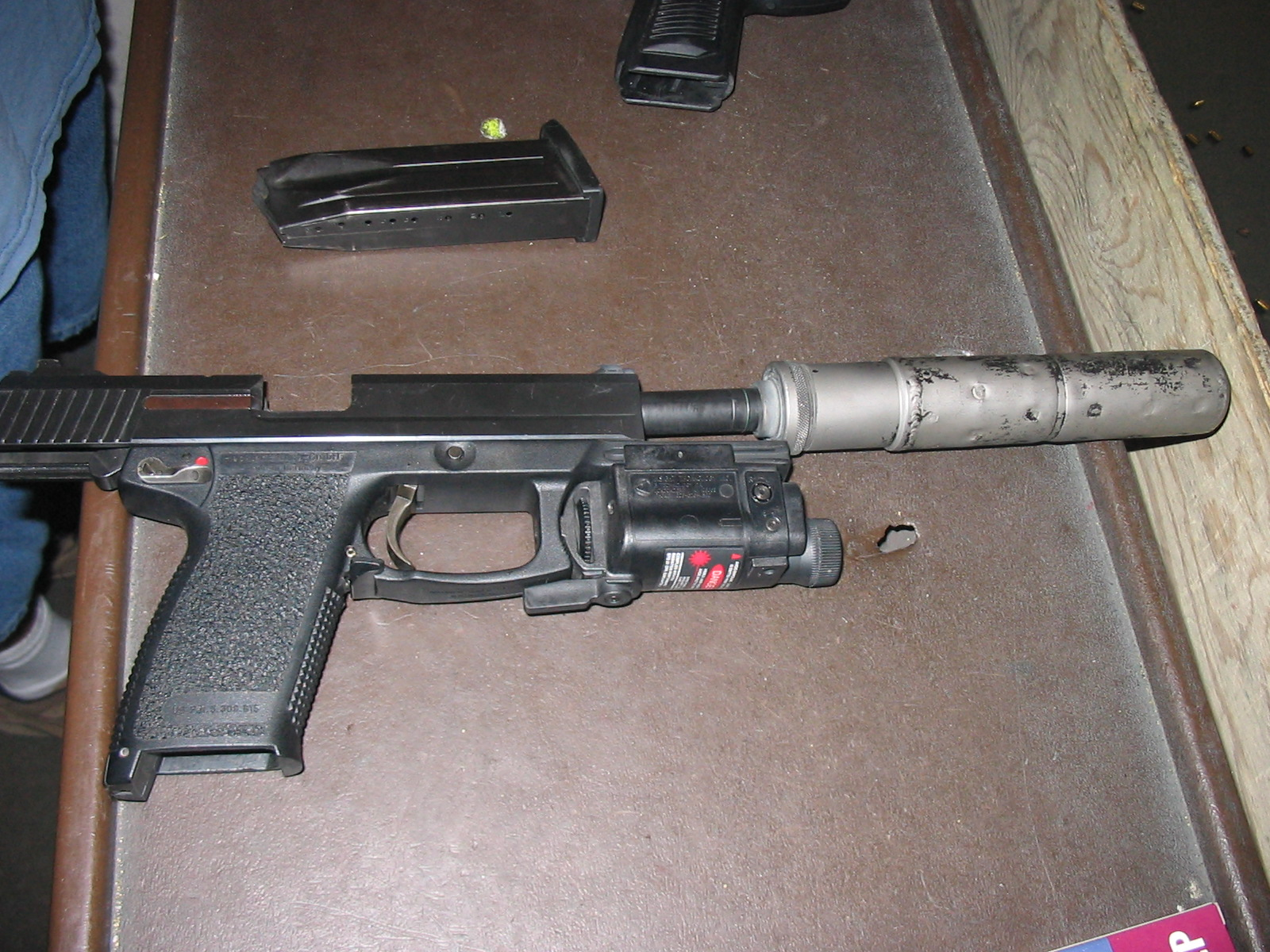
裝上消聲器和AN/PEQ-6（槍管之下）的Mark 23

AN/PEQ-6是1991年由透視科技公司設計和生產的雷射瞄準器（英語：Laser Aiming Module，簡稱：LAM）。主要是安裝在HK Mk 23 Mod 0及其衍生型或是其他許可的手槍以下。

## 歷史
1991年年底，按照美国特種作戰司令部（英語：United States Special Operations Command，簡稱：USSOCOM）的要求，被提交到USSOCOM，並在略為修改後被編為AN/PEQ-6，作為進攻型手槍武器系統（英語：Offensive Handgun Weapon System，簡稱：OHWS）的LAM部份。後來經過修改以後，以AN/PEQ-14的編號獲美军大量採用，用于M9手槍和其他武器以上。

## 簡介
這戰術配件必需利用手枪套筒前方、槍管下方設有的導軌以便安裝，另外還要在扳機護環前部裝上螺紋孔以便容納在後方的固定螺柱。
使用肉眼不可見的红外线激光時，目標上會産生一個非常小的紅色激光點，該激光點出現的位置附近的範圍就會是彈著點。但只適合陰暗處或晚上使用，而且必需利用夜視裝備才能看到。美国特種作戰司令部“官方”使用的雷射瞄準器都是由透視科技公司生產。